# 真理の整合説
真理の整合説（しんりのせいごうせつ、英語: coherence theory of truth）とは、真理とは何か、という問題に対する哲学上の立場のひとつ。ある命題が真であるかどうかは、その命題と他の命題群との整合性によって決まるとする立場のことである。また、哲学的認識論において、整合説には真理の整合説の他、正当化の整合説（認識論的整合説としても知られる）がある。
整合的真理は、人類学的アプローチ（局所的なネットワークにのみ適用される、「我々の母集団の理解の下で、ある母集団のサンプルの中で真である」）と、カテゴリー集合のような普遍的なものに基づいて判断されるアプローチとに分かれる。人類学的アプローチはより適切には真理の対応説に属し、普遍的理論は分析哲学内の小さな発展である。
正当化の整合説は、どちらの整合的真理理論にも関連すると解釈できるが、認識的正当化を信念の特性として特徴づけるのは、その信念が整合的な集合のメンバーである場合のみである。整合説を他の正当化理論と区別するのは、その集合が正当化の主要な担い手であるという点である。
認識論的理論として、整合説は教条的な基礎付け主義と無限主義に対して、定義の必要性を主張する。また、対応説を悩ます無限後退論法への解決策を提供しようとする。ブランド・ブランシャードは、命題の自明性から真理を決定するように見える場合、実際には整合性を真理の基準として用いて命題を真として認証していると主張する。「2 + 2 = 4」のような命題の真理の確実性のために、人は「自分の命題と、それと共に真偽が決まる他の膨大な命題の集合との整合性」に訴えるのである。
整合説は、知識と真理の構造とシステム、あるいは正当化された信念についての見解である。整合説者の主張は通常、その反対のもの、例えば証明理論的枠組みを欠く教条的基礎付け主義や、普遍主義を欠く対応説の否定という形で定式化される。反事実主義は、デイヴィド・K・ルイスとその多世界理論によって発展した語彙を通じて哲学者の間で人気があるが、学者の間で普遍的なものへの広範な不信をもたらした。仮説的な整合性とその効果的な実現の間には多くの困難がある。整合説は、最低限、全ての知識と正当化された信念が最終的に非推論的知識または正当化された信念の基盤の上に成り立つわけではないと主張する。この見解を擁護するために、彼らは連言（かつ）が選言（または）よりも具体的であり、したがってある意味でより擁護可能であると主張するかもしれない。
基礎付け主義に応答した後、整合説者は通常、知識の構造のモデルとしての建物の基礎付け主義的比喩を、異なる比喩に置き換えることで彼らの見解を肯定的に特徴づける。例えば、海上の船に我々の知識をモデル化し、その船の耐航性を必要な部分の修理によって確保しなければならないという比喩である。この比喩は、最初に数学で提起された非整合性の問題を説明する目的を果たす。整合説者は典型的に、正当化は教条的基礎付け主義者が主張するような特権的信念ではなく、信念間の何らかの関係の機能であると主張する。この方法で普遍的真理はより近くにある。整合説のさまざまな種類は、知識のシステムと正当化された信念の間の特定の関係によって個別化され、これは述語論理、あるいは理想的には証明論の観点から解釈できる。

## 定義
真理の理論として、整合説は真なる文を、ある特定の文の集合と整合するものに限定する。ある人の信念は、それがその人の他の（真なる）信念の全てあるいは大部分と整合的である場合にのみ真である。整合性の用語は、絶対性や普遍主義のような全ての真理を限定する概念を通じて真理と相関すると言われる。これらのさらなる用語は、真理文が意味するものの限定詞となり、その真理文が真の信念が意味するものを決定する。通常、整合性は単なる一貫性よりも強いものを暗示するとされる。包括的でオッカムの剃刀の要件を満たす文が通常は好まれる。
この原理の例として、人々がバーチャル・リアリティの宇宙に住んでいた場合、彼らは実際にはない木の上の鳥を見ることができる。鳥が実際にそこにいないだけでなく、木も実際にはそこにない。人々は鳥と木がそこにあることを知っているかもしれないし、知らないかもしれないが、いずれにせよ、利用可能な経験の中で真なる信念という形で表現された、仮想世界と現実世界の間には整合性がある。整合性は、どのような形であれ偽かもしれない信念を回避しながら、真理値を説明する方法である。対応説からのより伝統的な批判者は、内容が無限でない限り、あるいは内容が何らかの形で証明の形で存在しない限り、それは内容と証明を同時に持つことができないと述べている。そのような「存在証明」の形は滑稽に思えるかもしれないが、整合説者はそれを非問題的と考える傾向がある。したがって、ガーボル・フォライが「ブロブ実在論」と呼ぶ、時に過度に一般的とみなされる理論のグループに属する。
おそらく整合説に対する最もよく知られた反論は、矛盾に関するバートランド・ラッセルの議論である。ラッセルは、ある信念とその否定はそれぞれ別々に全ての信念の一つの完全な集合と整合するため、内部的に矛盾していると主張した。例えば、ある人が偽の信念を持っている場合、その信念が偽であるにもかかわらず現実に対応しているのか、それとも正しい信念は信じられていないにもかかわらず真であるのかをどのように判断すればよいのだろうか？したがって、整合性は相対主義やパラドックスのような、非矛盾的であるか、あるいは限定された程度の非整合性を受け入れる理論に依存しなければならない。整合性のための追加の必要基準には、普遍主義や絶対性が含まれるかもしれない。これは、無限の概念を使用しない場合、理論は人類学的か非整合的なままであることを示唆している。整合説者は、この状況は考慮されている理論に関係なく適用されるため、相対主義を避けるために整合説が好ましい真理理論的枠組みでなければならないと主張するかもしれない。

## 歴史
近代哲学では、真理の整合説はバールーフ・デ・スピノザ、イマヌエル・カント、ヨハン・ゴットリープ・フィヒテ、カール・ヴィルヘルム・フリードリヒ・シュレーゲル、ゲオルク・ヴィルヘルム・フリードリヒ・ヘーゲル、およびハロルド・ヘンリー・ヨアヒム（この理論の決定的な定式化の功績がある）によって擁護された。しかし、スピノザとカントは真理の対応説の擁護者としても解釈されている。
後期近代哲学では、認識論的整合説の見解はシュレーゲルとヘーゲルによって保持されていたが、正当化の整合説の決定的な定式化はF・H・ブラッドリーによる著書『論理の原理』（1883年）で提供された。
現代哲学では、認識論的整合説に大きく貢献した認識論者には次が含まれる：A・C・ユーイング、ブランド・ブランシャード、C・I・ルイス、ニコラス・レシャー、ローレンス・ボンジュール、キース・レーラー、およびポール・タガード。オットー・ノイラートも認識論的整合説者と考えられることがある。

## 無限後退論法
整合説と基礎付け主義の正当化理論はどちらも、認識論における基本的な問題である無限後退論法に答えようとする。それは次のように進む。ある文Pが与えられたとき、Pの正当化を求めるのは合理的に思える。その正当化が別の文P'の形をとるならば、再びP'の正当化を合理的に求めることができ、以降も同様である。この質問プロセスには3つの可能な結果がある：
1. 無限に長い系列で、各文は他の何らかの文によって正当化される。
2. 系列がループを形成し、各文が最終的に自身の正当化に関与する。
3. 系列は特定の文が自己正当化しなければならないところで終了する。

無限集合をモデル化する方法が見つからない限り、無限の系列はほとんど助けにならないように見える。これは追加の仮定を伴うかもしれない。そうでなければ、広範な一般化をせずに各正当化が十分であるかを確認することは不可能である。
整合説は時に系列がループを形成することを受け入れるものとして特徴づけられるが、これは整合説の一形態を生み出すものの、一般的にこの用語が意味するものではない。ループ理論を受け入れる人々は、前提のループを考慮する際に、理論を証明するために使用される仮定の集合は問題ではないと主張することがある。これは後退への依存を回避するという典型的な目的を果たすが、論理的基礎付け主義の一形態と見なされるかもしれない。そうでなければ、ループが論点先取していると仮定されなければならず、それは証明を構成するのに十分な論理を提供しないことを意味する。

### 基礎付け主義の応答
何らかの理由で正当化を必要としない文がいくつか存在しなければならないと結論づけるかもしれない。この見解は基礎付け主義と呼ばれる。例えば、理性主義者であるデカルトやスピノザは、自明であると考えられる文に依拠する公理系を発展させた：「我思う、ゆえに我あり」が最も有名な例である。同様に、経験論者は観察を系列の基礎を提供するものとみなす。
基礎付け主義は、ある命題の正当化を求める必要がないという主張、あるいはそれらが自己正当化するという主張に依存している。整合説者はこの立場が過度に教条的であると主張する。言い換えれば、それは何が真であり何が真でないかを決定するための実際の基準を提供しない。整合説の分析プロジェクトは、非教条的真理のための適切な基準が何を意味するかを正当化するプロセスを含む。このことから、理論は常に、どんな文についても正当化を求めることが合理的であると主張する。例えば、誰かが「雨が降っている」というような観察的文を述べる場合、整合説者はこの単なる文が何か現実のものを指しているかどうかを尋ねることは合理的であると主張する。この文について現実的なのは、我々が正当化と呼ぶ関係の拡張されたパターンである。しかし、相対主義者とは異なり、整合説者はこれらの関連性は客観的に現実かもしれないと主張する。整合説は、教条的基礎付け主義は証明理論的でないため、客観的な現象の文脈を実際に理解することになるかもしれない純粋な関係の全集合を提供せず、したがって非整合的または相対主義的なままであると主張する。したがって整合説者は、相対主義的でない証明理論的真理に到達する唯一の方法は整合性を通じてであると主張する。

### 整合説の応答
整合説は、命題の正当化が線形的な順序に従うと仮定する後退論法の健全性を拒否する：P"がP'を正当化し、それがさらにPを正当化する。整合説によれば、正当化は全体論的プロセスである。Pという信念に対する推論的正当化は非線形的であり、P"とP'はPに認識論的に先行しないということを意味する。代わりに、信念P"、P'、およびPは共働して認識論的正当化を達成する。キャサリン・エルジンは同じ点を異なって表現し、信念は「相互に一貫性があり、共存可能で、支持的でなければならない。つまり、構成要素は互いの観点から合理的でなければならない。共存可能性と支持性はどちらも程度の問題であるため、整合性もそうである」と主張している。通常、信念のシステムは個人やグループの信念の完全な集合、つまり彼らの世界理論であるとみなされる。
整合説にとって、システムが整合的であることが何を意味するのかを詳細に説明する必要がある。少なくとも、整合性は論理的一貫性を含まなければならない。また通常、システムのさまざまな構成要素の一定程度の統合も必要とする。関連のない複数の説明を含むシステムは、他の条件が同じであれば、一つの説明だけを使用するシステムほど整合的ではない。逆に、関連のない説明を使って異なる現象を説明する理論は、それらの異なる現象に対して一つの説明だけを使用する理論ほど整合的ではない。これらの要件はオッカムの剃刀のバリエーションである。同じ点はベイズ統計学を使用して、より形式的に表現できる。最後に、システムによって説明される現象の数が多いほど、その整合性は大きくなる。

### 整合説の問題点
整合説が直面しなければならない問題は、複数性反論である。整合性の定義の中には、まったく異なる二つの信念集合が内部的に整合的であることを不可能にするものは何もない。したがって、そのような集合がいくつか存在するかもしれない。しかし、無矛盾律に沿って真理の一つの完全な集合しか存在できないと仮定するならば、整合説はしたがって、真理が何を意味するかを確立することによって、これらのシステムが矛盾していないことを内部的に解決しなければならない。この時点で、整合説は真理値を恣意的に選択することによって、独自の教条的基礎付け主義のバリエーションを採用したとして非難される可能性がある。整合説者は、証明可能な理由から彼らの真理値が恣意的ではないと主張しなければならない。
第二の反論も浮かび上がる、有限問題：恣意的な、特別な相対主義が、普遍主義や絶対性を確立する過程で、比較的重要でない値の文を非実体に還元する可能性がある。これは完全に平坦な真理理論的枠組み、あるいは恣意的な真理値をもたらす可能性がある。整合説者は一般的に、時に唯物論につながる普遍主義の形而上学的条件を採用するか、相対主義は些細なものであると主張することでこれを解決する。
整合説が直面する第三の反論は、孤立の問題である。直感的に、経験的信念の正当化は、信じられている命題と世界のあり方の間の何らかの接続に依存しなければならないと考えるかもしれない。例えば、「雪は白い」という信念は、雪が外部世界で実際に白いという事実に何らかの形で接続されなければならない。そのような接続は、問題の主体が世界がこのようであるという経験をどのように持つかに見出されるかもしれない。しかし、整合性が正当化にとって十分であり、整合性が信念の集合の特性のみであるならば、経験を通じたこのような接続を除外し、経験的信念の正当化を外部世界から孤立させることを認めることになる。整合説者はこれに対してさまざまな応答を持つ。一つの戦略は、このように外部世界から孤立している場合、主体が保持する信念の集合は時間が経つにつれて整合性を保つことはできないと主張することである。別のアプローチは、経験的信念は関連する集合が信念と経験を含む場合にのみ正当化できるように整合説を修正すべきであり、したがって世界についての経験を含まずに信念を正当化することはできないと主張する。後者の立場は非教義的整合説として知られている。
しかし、形而上学は別の問題、認識論的含意をもたらす可能性のある密航論法の問題を提起する。しかし、整合説者は、論理の真理条件が成立するならば、他の条件が真であるかどうかにかかわらず問題はないだろうと言うかもしれない。したがって、集合内で理論を有効にし、また検証可能にすることが強調される。
多くの哲学者が、認識論的形態の整合説の基礎を形成する整合性の直観的概念とベイズ確率におけるいくつかの形式的結果との間のリンクについて懸念を提起している。これはルク・ボーヴェンスとスティーブン・ハートマン、およびエリック・J・オルソンによって「不可能性」定理の形で提起された問題である。これらの定理は、信念集合の整合性が常に信念の共同真理の確率を増加させるような形で整合性の概念を形式化する方法がないという形式的証明を与えることを目的としている。整合説の直観の理論的説明を構築する試みがなされている。重要なことに、認識論者のルカ・モレッティと数理経済学者のフランツ・ディートリッヒは、特定のケースでは信念の集合の整合性が増分的な確証を伝達するという形式的証明を与えた：ある証拠がある信念を確証し、この信念が他の信念と十分に整合的であれば、その証拠はこれらの他の信念も確証する。モレッティはその後、同じ形式主義を使用して、証拠的集合（つまり、証拠として使用される命題の集合）が十分に整合的であり、集合内の命題が信念を増分的に確証する場合、特定のケースでは、集合内の各命題が同じ信念を確証することを示した。モレッティはこの整合性の性質を「証拠収集」と呼んでいる。

### 認識論的理論
- 基礎整合説（英語版）
- ベイズ認識論

### 関連する考え
- 信念の網（英語版）

### 真理の理論
| - 真理の合意説 - 真理の対応説 - 真理の欠如説 - 真理の認識論的理論 | - 真理の不定義性理論 - 真理の実用説 - 真理の冗長説 - 真理の意味論的理論 |